# もみじホールディングス
株式会社もみじホールディングスは、かつて存在した広島県に本店を置く第二地方銀行のもみじ銀行を傘下に置く金融持株会社。社名は広島県の県木であるモミジに由来する。

## 概要
2001年（平成13年）9月に広島県に本店を置く広島総合銀行とせとうち銀行の株式移転方式による経営統合で設立。地域金融機関の金融持株会社は札幌北洋ホールディングスに続く全国2例目であり、西日本地域では初であった。2004年にせとうち銀行が広島総合銀行に吸収合併され「もみじ銀行」が発足。この時点で同行とその関連会社だけを傘下に持つ形となっていた。
2006年に隣県の地方銀行である山口銀行がもみじHDとの経営統合を発表し、もみじHDと山口銀行が共同で金融持株会社「山口フィナンシャルグループ」 (山口FG) を設立。2006年10月2日付でもみじHDが山口FGの完全子会社となり、中間持株会社となっていた。約半年後の2007年4月1日付で事業子会社のもみじ銀行に吸収合併され、もみじホールディングスは解散した。